# 假芒萁
假芒萁（学名：Sticherus laevigatus），为里白科假芒萁属下的一个植物种。